# Uşak (prowincja)
Prowincja Uşak (tur. Uşak ili) – jednostka administracyjna w zachodniej Turcji (Region Egejski – Ege Bölgesi). Znajduje się obszarze starożytnej Lydii.

## Dystrykty

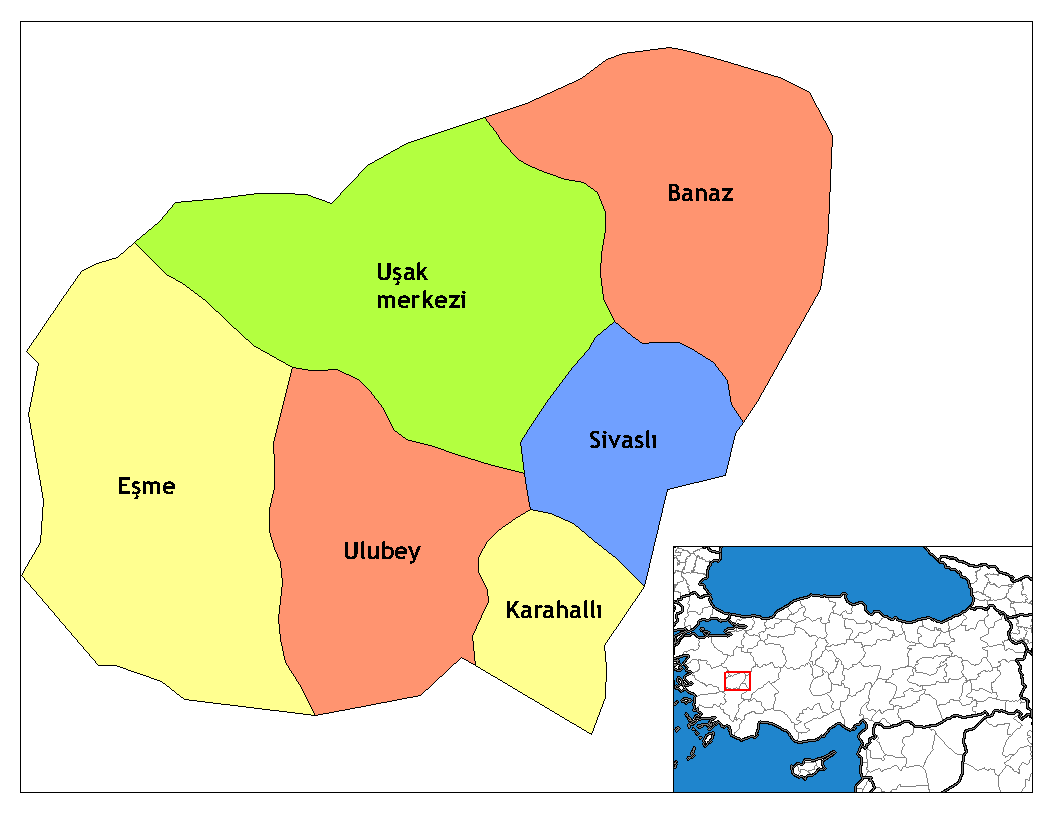
Dystrykty w prowincji Uşak

Prowincja Uşak dzieli się na sześć dystryktów:
- Banaz
- Eşme
- Karahallı
- Sivaslı
- Ulubey
- Uşak